# Braziliaanse bosuil
De Braziliaanse bosuil (Strix hylophila) is een uil uit de familie van de 'echte' uilen (Strigidae).

## Verspreiding en leefgebied
Deze soort komt voor van Paraguay tot zuidoostelijk Brazilië en noordoostelijk Argentinië.

## Status
De grootte van de populatie is niet gekwantificeerd maar de soort wordt omschreven als overal zeldzaam, maar algemeen in de Argentijnse provincie Misiones. Op de Rode lijst van de IUCN heeft deze soort de status niet bedreigd.